# 加堂秀三
加堂 秀三（かどう しゅうぞう、1940年4月11日 - 2001年2月2日）は、日本の小説家。

## 経歴
- 大阪府に生まれる。
- 高校中退後、研磨工、印刷工、貿易会社社員、コピーライターなど、さまざまな職業を経験しながら詩を発表。
- 1970年、「町の底」で第14回小説現代新人賞受賞。
- 1975年、「青銅物語」が『青銅の花びら』としてテレビドラマ化。
- 1979年、『涸瀧』で第1回吉川英治文学新人賞受賞。
- 1982年、『舞台女優』で第87回直木三十五賞候補。
- 2001年　埼玉県嵐山町志賀の自宅にて縊死。

## 作品リスト
- 『貴船山心中』講談社 1972
- 『緋の禊』祥伝社(ノン・ノベル) 1973
- 『花を焼く部屋』平安書店 1974
- 『大津恋坂物語』光風社書店 1974
- 『能登路悲恋』1975年、講談社　のち文庫
- 『花づくし』（1975年3月、角川書店）
- 『青銅物語』（1975年5月、角川書店）のち祥伝社ノン・ポシェット
- 『愛河』（1975年、光風社書店）
- 『夕顔物語』（1975年、徳間書店）
- 『黒髪』光風社書店 1975
- 『丹波おんな布』桃園書房 1975
- 『嵯峨野の宿』1976年、徳間書店　のち文庫
- 『恋塚』（1976年1月、角川書店）
- 『春雨物語』潮出版社、1976　のち徳間文庫
- 『北山しぐれ』（1976年10月、角川書店）
- 『哀しみの花』光風社書店 1976
- 『愛の空　恋の森』1977年4月、集英社 のち徳間文庫
- 『女帯抄』（1977年5月、角川書店）
- 『浄瑠璃寺の雨』（1977年6月、講談社）
- 『篝火』書き下し長編恋愛小説（1977年10月、実業之日本社）
- 『青春レクイエム』（1978年3月、光風社出版）
- 『恋のあとの恋』（1978年8月、集英社）
- 『銀閣寺道』（1978年12月、青樹社）
- 『涸滝』1979年9月、文藝春秋、のち徳間文庫
- 『ランプの宿』（1980年11月、桃源社）
- 『耽溺』（1980年5月、グリーンアロー出版社）
- 『寝顔』（1980年8月、双葉社）
- 『花筏』（1981年11月、講談社）
- 『舞台女優』（1982年4月、講談社）
- 『誘惑』（1983年2月、双葉ロマンス）
- 『愛撫』（1983年7月、双葉ロマンス）
- 『結婚まで』（1983年9月、講談社）
- 『顕子』長編恋愛小説（1984年10月、光文社文庫）
- 『美しい闘魚』（1984年11月、講談社）
- 『色身』（1985年5月、サンケイ・ノベルス）
- 『マスター 十六の短編集』（1985年5月、実業之日本社）
- 『泥船』（1987年3月、実業之日本社）
- 『油絵の女』叙情官能傑作（1988年4月、光風社ノベルス）
- 『鳥辺山』（1989年7月、文藝春秋）
- 『江ノ島海岸』（1994年6月、ミリオン出版）
- 『清水、産寧坂』（1994年8月、実業之日本社）
- 『たらちねの母』書き下ろし連作小説集（1994年10月、思潮社）
- 『女旅役者　君島信子一座』（1996年3月、実業之日本社）
- 『お小姓菊次捕物帳』（2000年9月、徳間文庫）
- 『平打の簪―お小姓菊次捕物帳』（徳間文庫、2001年7月）